# Stazione di San Pietro in Gù
La stazione di San Pietro in Gù è una stazione ferroviaria posta sulla linea Vicenza-Treviso. Serve il centro abitato di San Pietro in Gu.

## Strutture e impianti
La stazione è dotata di 3 binari di circolazione, tutti dotati di marciapiede. Il binario 1 è normalmente dedicato ai treni in direzione Treviso, il binario 2 ai treni in direzione Vicenza, mentre il binario 3 viene utilizzato per eventuali precedenze o incroci o per i treni diretti o partenti dal raccordo A.I.A., collegato alla stazione lato Vicenza.
La stazione è normalmente gestita in telecomando dal DCO di Venezia-Mestre. Viene presenziata da un dirigente movimento nei giorni lavorativi in cui sono previste attività di manovra e accesso al raccordo

## Movimento
La stazione è servita da treni regionali svolti da Trenitalia nell'ambito del contratto di servizio stipulato con le regioni interessate.